# Azilises

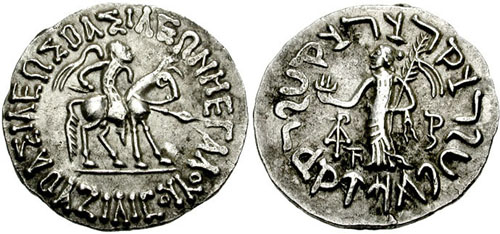
Tetradrachme des Azilises

Azilises (* vor 57 v. Chr.; † um oder nach 35 v. Chr.) war ein indo-skythischer König.
Er ist so gut wie nur von seinen Münzen bekannt und wird dort als Großer König der Könige bezeichnet. Einige wenige von seinen Münzen nennen ihn zusammen mit Azes I., was auf eine gemeinsame Regierung deuten mag, die vielleicht aber nur sehr kurz war. Überprägungen zeigen jedenfalls, dass er auf Azes I. folgte und dann von Azes II. gefolgt wurde. Seine Silber- und Kupferprägungen stammen aus Taxila, Pushkalavati und vom mittleren Indus. Dies entsprach offensichtlich seinem Herrschaftsbereich. Aus Taxila stammt eine Münze, die zusammen mit einer des römischen Kaisers Augustus gefunden wurde und einen Hinweis auf eine spätere Datierung geben könnte.